# Nati nel 1917/Luglio
| Questa pagina contiene informazioni ricavate automaticamente dalle voci biografiche con l'ausilio del template Bio e di un bot. L'aggiornamento è periodico e automatico e ricostruisce completamente la pagina. Se manca una persona in questa lista, sei pregato di non aggiungerla, ma accertati piuttosto che la sua voce biografica contenga il template Bio e che i dati anagrafici siano correttamente compilati. Se il template Bio manca, inseriscilo tu stesso o, in alternativa, metti l'avviso {{tmp\|Bio}} che ne segnala la mancanza. Se i dati riportati sono sbagliati, correggi direttamente la voce biografica; le modifiche saranno visibili in questa lista entro pochi giorni. Per chiarimenti vedi il progetto biografie. La lista contiene solo le 123 persone che sono citate nell'enciclopedia e per le quali è stato implementato correttamente il template Bio. Pagina aggiornata al 18 mag 2025. |

- 1º luglio - Pedro Aguirrebeña, pallanuotista cileno († 2009)
- 1º luglio - Virginia Dale, attrice e ballerina statunitense († 1994)
- 1º luglio - William Gillock, compositore e musicista statunitense († 1993)
- 1º luglio - Johannes Jakobs, calciatore tedesco († 1944)
- 1º luglio - Humphry Osmond, psichiatra inglese († 2004)
- 1º luglio - Naji Talib, generale e politico iracheno († 2012)
- 2 luglio - Mohamed Ahmed, politico comoriano († 1984)
- 2 luglio - Bob Dille, cestista e allenatore di pallacanestro statunitense († 1998)
- 2 luglio - Maryam Jahangiri, poetessa, docente e musicista iraniana († 1952)
- 2 luglio - Giovanni Poli, regista teatrale italiano († 1979)
- 2 luglio - Dennis Westcott, calciatore inglese († 1960)
- 2 luglio - Murry Wilson, imprenditore e compositore statunitense († 1973)
- 3 luglio - Syvilla Fort, ballerina, coreografa e insegnante statunitense († 1975)
- 3 luglio - João Saldanha, giornalista, allenatore di calcio e calciatore brasiliano († 1990)
- 4 luglio - Dmitrij Konstantinovič Beljaev, genetista e zoologo sovietico († 1985)
- 4 luglio - Siegfried Joksch, calciatore austriaco († 2006)
- 4 luglio - Manolete, torero spagnolo († 1947)
- 5 luglio - Miguel Ortega, calciatore paraguaiano
- 5 luglio - Luigi Romersa, giornalista e scrittore italiano († 2007)
- 6 luglio - Gianni Barilla, imprenditore italiano († 2004)
- 6 luglio - Giuseppe Antonello Leone, pittore, scultore e poeta italiano († 2016)
- 7 luglio - Yakovos Bilek, cestista, allenatore di pallacanestro e arbitro di pallacanestro turco († 2005)
- 7 luglio - Concezio Chiaretti, religioso e militare italiano († 1944)
- 7 luglio - Vittorio Gabrieli, critico letterario, traduttore e antifascista italiano († 2017)
- 7 luglio - Larry O'Brien, politico statunitense († 1990)
- 7 luglio - Fidel Sánchez Hernández, generale e politico salvadoregno († 2003)
- 7 luglio - Walter Tabacchi, partigiano e marinaio italiano († 1944)
- 7 luglio - Iva Withers, attrice e cantante canadese († 2014)
- 8 luglio - Pamela Brown, attrice britannica († 1975)
- 8 luglio - Faye Emerson, attrice statunitense († 1983)
- 8 luglio - Nuccia Fumo, attrice italiana († 2005)
- 8 luglio - Hiroshi Inoue, entomologo giapponese († 2008)
- 8 luglio - Glenn Langan, attore statunitense († 1991)
- 8 luglio - Lodovico Morando, pittore italiano († 1987)
- 8 luglio - J. F. Powers, scrittore statunitense († 1999)
- 9 luglio - Kay Aldridge, attrice e modella statunitense († 1995)
- 9 luglio - Ina Ender, modella tedesca († 2008)
- 9 luglio - Mario Galassi, calciatore italiano († 1987)
- 9 luglio - Slim Wintermute, cestista e allenatore di pallacanestro statunitense
- 10 luglio - Şeref Alemdar, cestista turco
- 10 luglio - Luigi Baron, aviatore italiano († 1988)
- 10 luglio - Franco Bezzi, funzionario italiano († 2000)
- 10 luglio - Don Herbert, conduttore televisivo statunitense († 2007)
- 10 luglio - Cesare Magarotto, giornalista e filantropo italiano († 2006)
- 10 luglio - Pierre Pellizza, tennista francese († 1974)
- 10 luglio - Reg Smythe, fumettista britannico († 1998)
- 11 luglio - Per Carleson, schermidore svedese († 2004)
- 11 luglio - Kadri Roshi, attore cinematografico albanese († 2007)
- 11 luglio - Ed Sadowski, cestista e allenatore di pallacanestro statunitense († 1990)
- 12 luglio - Luigi Gorrini, militare e aviatore italiano († 2014)
- 12 luglio - Andrew Wyeth, pittore e artista statunitense († 2009)
- 13 luglio - Gemma D'Alba, attrice italiana († 2011)
- 14 luglio - Jim Armstrong, lottatore, rugbista a 13 e allenatore di rugby a 13 australiano († 1981)
- 14 luglio - Douglas Edwards, conduttore televisivo e conduttore radiofonico statunitense († 1990)
- 14 luglio - Herbert Kenwith, produttore televisivo statunitense († 2008)
- 14 luglio - Arthur Laurents, scrittore, librettista e sceneggiatore statunitense († 2011)
- 14 luglio - Vladimir Nikanorov, calciatore e hockeista su ghiaccio sovietico († 1980)
- 14 luglio - Pietro Paolo Oros, presbitero ungherese († 1953)
- 15 luglio - Robert Conquest, storico inglese († 2015)
- 15 luglio - Reidar Liaklev, pattinatore di velocità su ghiaccio norvegese († 2006)
- 16 luglio - Georges Arnaud, scrittore, giornalista e drammaturgo francese († 1987)
- 16 luglio - Roberto Scarone, allenatore di calcio e calciatore uruguaiano († 1994)
- 16 luglio - Mary Percy Schenck, costumista statunitense († 2005)
- 16 luglio - Paolo Silvestroni, chimico italiano († 2003)
- 17 luglio - Lou Boudreau, giocatore di baseball, cestista e dirigente sportivo statunitense († 2001)
- 17 luglio - Phyllis Diller, attrice e doppiatrice statunitense († 2012)
- 17 luglio - Kenan Evren, politico e generale turco († 2015)
- 17 luglio - Dady Orsi, pittore, incisore e illustratore italiano († 2003)
- 17 luglio - Christiane Rochefort, scrittrice francese († 1998)
- 17 luglio - Juan Tuñas, calciatore cubano († 2011)
- 18 luglio - Giovanni Accorsi, militare e aviatore italiano († 1941)
- 18 luglio - Franz Josef Kurmann, politico, avvocato e notaio svizzero († 1988)
- 18 luglio - Fernanda Pivano, traduttrice, scrittrice e giornalista italiana († 2009)
- 18 luglio - Henri Salvador, cantante, chitarrista e comico francese († 2008)
- 19 luglio - Carlo Brasca, calciatore italiano († 1952)
- 19 luglio - Attilio Mellone, francescano, religioso e letterato italiano († 2005)
- 20 luglio - Augusto Bazzino, partigiano italiano († 1945)
- 20 luglio - Paul Hubschmid, attore svizzero († 2001)
- 21 luglio - Luigi Cantone, schermidore italiano († 1997)
- 22 luglio - Pentti Aalto, linguista finlandese († 1998)
- 22 luglio - Harold Dash, pallanuotista statunitense († 1980)
- 22 luglio - Maxine Mitchell, schermitrice statunitense († 1991)
- 22 luglio - Robert Naeye, ciclista su strada, pistard e dirigente sportivo belga († 1988)
- 23 luglio - Knut Brynildsen, calciatore norvegese († 1986)
- 23 luglio - Joseph McDivitt, ufficiale statunitense († 2019)
- 23 luglio - Wanda Perry, attrice e modella statunitense († 1985)
- 24 luglio - Henri Betti, compositore e pianista francese († 2005)
- 24 luglio - José Compagnucci, calciatore e allenatore di calcio argentino († 2009)
- 24 luglio - Ru den Hamer, pallanuotista olandese († 1988)
- 24 luglio - Tetjana Nylyvna Jablons'ka, pittrice ucraina († 2005)
- 24 luglio - Frank Sachse, cestista statunitense († 1989)
- 24 luglio - Simon Slåttvik, combinatista nordico norvegese († 2001)
- 25 luglio - Gerhard Bremer, militare tedesco († 1989)
- 25 luglio - Philippe De Lacy, attore statunitense († 1995)
- 25 luglio - Fritz Honegger, politico svizzero († 1999)
- 25 luglio - Giacomo Prandina, ingegnere, militare e partigiano italiano († 1945)
- 26 luglio - Alberta Adams, cantautrice statunitense († 2014)
- 26 luglio - Dickie Burnell, canottiere britannico († 1995)
- 26 luglio - Lorna Gray, attrice statunitense († 2017)
- 26 luglio - Torquato Secci, attivista italiano († 1996)
- 27 luglio - Bourvil, attore, cantante e compositore francese († 1970)
- 27 luglio - Elio Marcuzzo, attore italiano († 1945)
- 27 luglio - Ernie Peppiatt, sollevatore britannico († 1979)
- 27 luglio - Armindo Valente, calciatore italiano († 2005)
- 27 luglio - Mario Verdone, critico cinematografico e saggista italiano († 2009)
- 28 luglio - Jānis Bebris, calciatore lettone († 1969)
- 28 luglio - Gloria Fuertes, poetessa e scrittrice spagnola († 1998)
- 28 luglio - Irving Copi, filosofo e logico statunitense († 2002)
- 28 luglio - Romolo Ravarini, scacchista e compositore di scacchi italiano († 2011)
- 28 luglio - Hedwig von Trapp, cantante austriaca († 1972)
- 29 luglio - Harry Boot, fisico inglese († 1983)
- 29 luglio - Thomas Brown, politico statunitense († 2002)
- 29 luglio - Francesco Deriu, politico italiano († 2004)
- 29 luglio - Norman Kernaghan, calciatore e allenatore di calcio nordirlandese († 1997)
- 29 luglio - Rochus Misch, militare e imprenditore tedesco († 2013)
- 29 luglio - Armando Silli, scacchista italiano († 1987)
- 30 luglio - Minoru Chiaki, attore giapponese († 1999)
- 30 luglio - Sineo Gemignani, pittore italiano († 1973)
- 30 luglio - Tichon Jakovlevič Kiselëv, politico sovietico († 1983)
- 30 luglio - Fritz Tegtmeier, aviatore tedesco († 1999)
- 31 luglio - Lanfranco Alberico, calciatore italiano († 1977)
- 31 luglio - Giovanni Brotto, ciclista su strada italiano († 2012)
- 31 luglio - Joseph Marie Phạm Năng Tĩnh, vescovo cattolico vietnamita († 1974)